# Макдональд, Кевин (режиссёр)
Кевин Макдональд (англ. Kevin Macdonald; род. 28 октября 1967) — шотландский кинорежиссёр, сценарист и кинопродюсер. Наиболее известен по работе над фильмами «Однажды в сентябре» (1999), «Касаясь пустоты» (2003), «Последний король Шотландии» (2006), «Большая игра» (2009), «Марли» (2012).

## Биография
Родился 28 октября 1967 года в Глазго, Шотландия, Великобритания. Внук актрисы Венди Орм и режиссёра Эмерика Прессбургера.
Получил образование в шотландской школе-интернате Glenalmond College.
Его брат, Эндрю Макдональд, является продюсером.
В 1999 году женился на Татьяне Ланд, у них трое сыновей, живут в Северном Лондоне.

## Фильмография
| Год  | Название фильма            | Оригинальное название     | Роль               |
| ---- | -------------------------- | ------------------------- | ------------------ |
| 1999 | Однажды в сентябре         | One Day in September      | режиссёр           |
| 2003 | Касаясь пустоты            | Touching the Void         | режиссёр           |
| 2006 | Последний король Шотландии | The Last King of Scotland | режиссёр           |
| 2007 | Враг моего врага           | My Enemy's Enemy          | режиссёр, продюсер |
| 2009 | Большая игра               | State of Play             | режиссёр           |
| 2011 | Орёл Девятого легиона      | The Eagle                 | режиссёр           |
| 2011 | Жизнь за один день         | Life in a Day             | режиссёр           |
| 2012 | Марли                      | Marley                    | режиссёр           |
| 2013 | Как я теперь люблю         | How I Live Now            | режиссёр           |
| 2014 | Чёрное море                | Black Sea                 | режиссёр, продюсер |
| 2021 | Мавританец                 | The Mauritanian           | режиссёр           |
| 2026 | Бегущая                    | The Runner                | режиссёр           |